# Guilhofrei
Guilhofrei ist eine Gemeinde im Norden Portugals.
Guilhofrei gehört zum Kreis Vieira do Minho im Distrikt Braga, besitzt eine Fläche von 11,2 km² und hat 898 Einwohner (Stand 19. April 2021).